# SN 1997em
SN 1997em – supernowa typu Ia odkryta 28 grudnia 1997 roku w galaktyce A045650-0351. W momencie odkrycia miała maksymalną jasność 23,60m.